# 寒中水泳

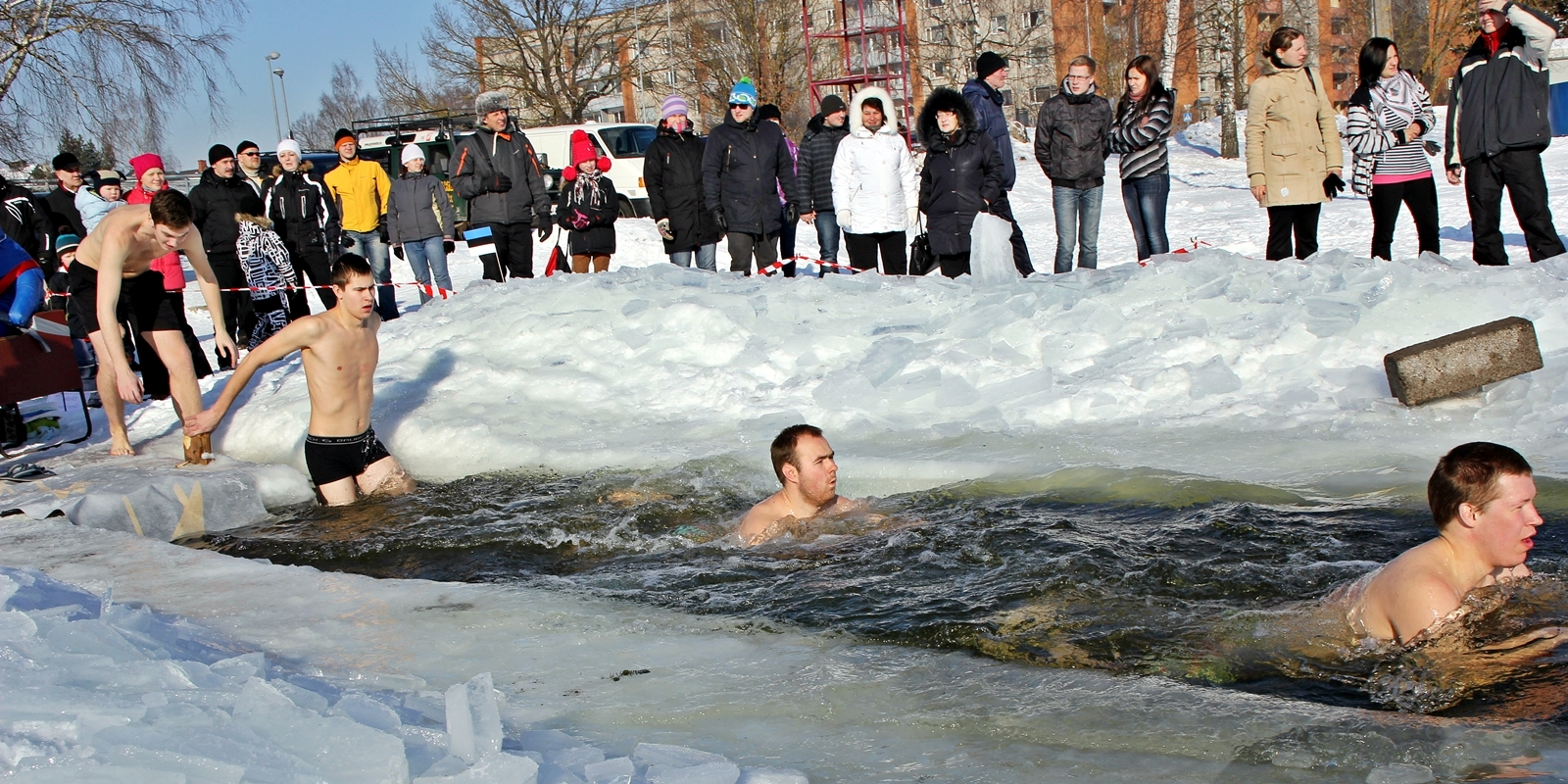
エストニアタルトゥのアン運河での寒中水泳の様子。2013年2月24日撮影。

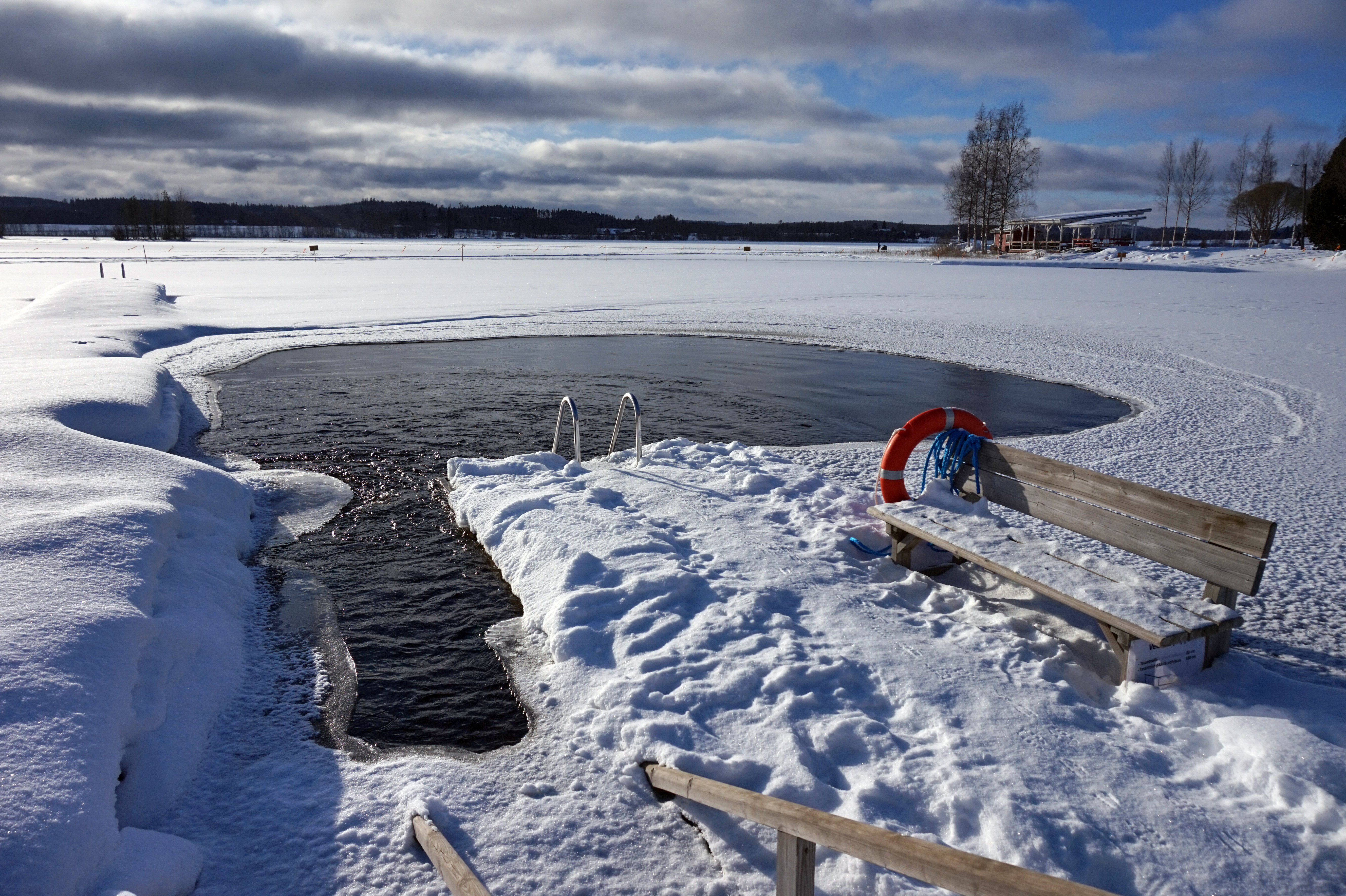
フィンランド中央スオミ県ラウカーのスパホテルプルンカの寒中水泳用プール

寒中水泳（かんちゅうすいえい）とは、冬期に屋外で行われる水泳行事のこと。寒泳とも呼ぶ。日本では特に寒中の時期に行われる。

## 概説

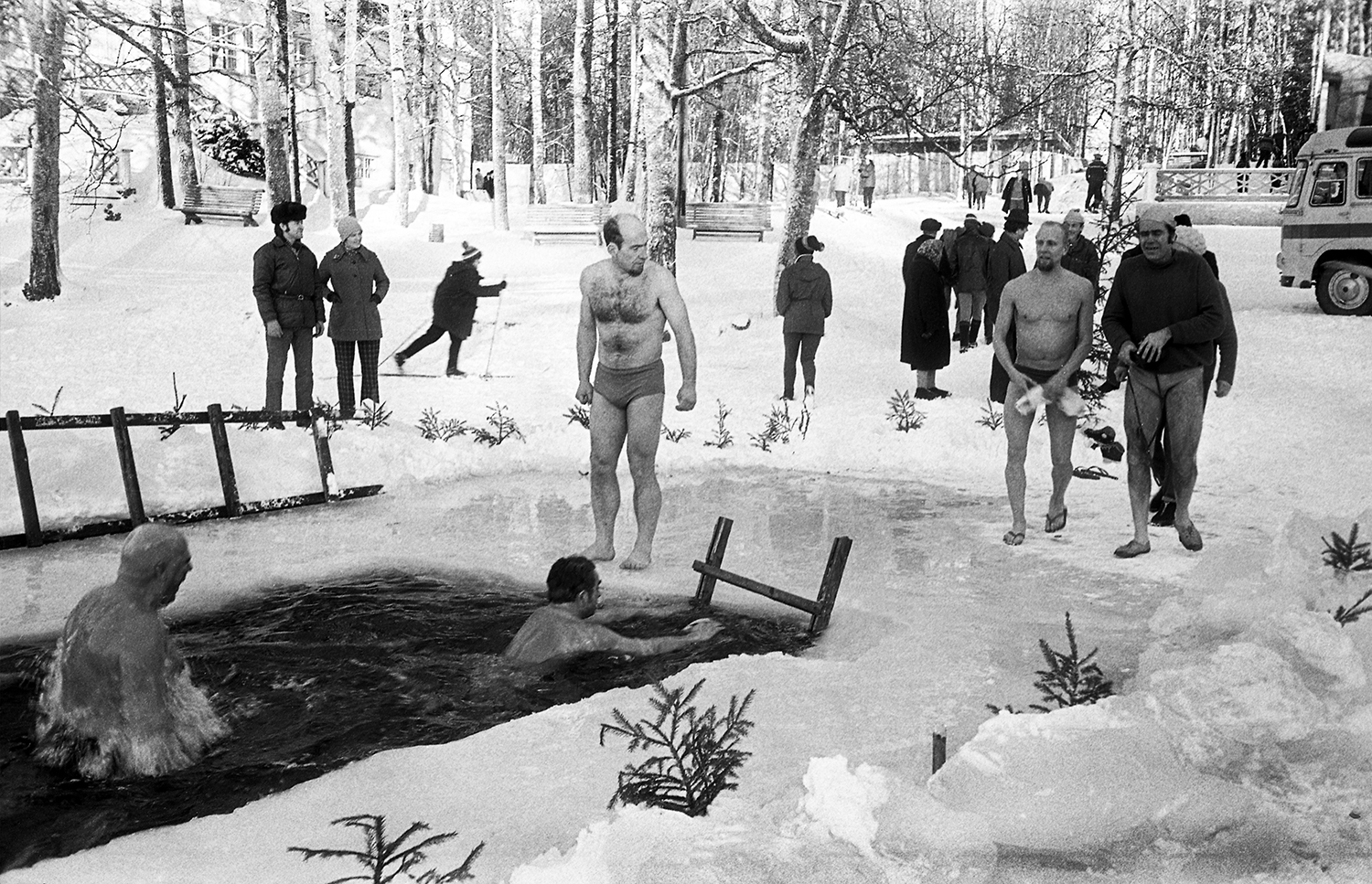
エストニアポルガツィ湖での1972年の寒中水泳の様子

海岸や河川で多く行われ、神事、寒稽古、または地方の伝統行事として行われる。冬の風物詩であり、寒泳は冬の季語でもある。日本の他、ロシア、中国、カナダなど世界各地で行われている。
日本では、千葉県館山市の北条海岸、神奈川県相模原市の相模川に架かる高田橋、静岡県熱海市の熱海サンビーチ、沼津市の千本浜など、関東地方を中心として多く行われる行事である。成人男性は競泳水着かふんどし（主に六尺）もしくは全裸で、成人女性は競泳水着で、子供は女子は競泳水着かスクール水着、男子は全裸で出場するのが一般的。また大学の水泳部や古式泳法の団体が主催する寒稽古の一環で行われることがある。また、和歌山県田辺市や香川県などでは、新春初泳ぎ（あるいは単に初泳ぎ）と称して年始に寒中水泳が行われることがある。